# Fallia synthetica
Fallia synthetica là một loài bọ cánh cứng trong họ Discolomatidae. Loài này được Sharp miêu tả khoa học năm 1902.